# Gaanderens Mannenkoor
Het Gaanderens Mannenkoor is een mannenkoor uit Gaanderen en telt ongeveer 55 leden.

## Koor
Het Gaanderens Mannenkoor werd opgericht op 28 januari 1964, op initiatief van Bart Bleekman, Jaap Schoenaker en Fons Steverink. De dirigent van het koor was vanaf het eerste uur basisschoolleraar en pianist Paul Koolenbrander. Het repertoire van het koor bestaat uit barokke kerkmuziek van componisten als Franz Schubert en André Grétry, muziek uit opera's, volksliederen etc. Deze liederen worden door het koor a capella of met piano- of orgelbegeleiding gezongen. Lange tijd diende Gabriëlle Busch als vaste pianiste. Tegenwoordig is Henk Bennink de vaste pianist.
Het koor bracht in 1980 haar eerste langspeelplaat uit en enkele jaren later ook een compact cassette. In 2004 heeft het koor ter gelegenheid van haar 40-jarig bestaan, een cd uitgebracht. Bovendien heeft het koor inmiddels twee buitenlandse concertreizen achter de rug. Sinds de oprichting heeft het koor samengezongen met onder anderen Henk Poort, Ernst Daniël Smid en Anita Meyer. Sinds Paul Koolenbrander het koor om gezondheidsredenen heeft verlaten, is Ben Simmes dirigent van het Gaanderens Mannenkoor. De Club van Honderd, (tegenwoordig Vrienden van het GM) opgericht door sympathisanten van het koor, zorgt voor organisatorische en financiële hulp voor het Gaanderens Mannenkoor.
Op 28 januari 2014 bij het 50-jarig jubileum is het Gaanderens Mannenkoor onderscheiden met de Koninklijke Erepenning.

## Discografie
- Gaanderens Mannenkoor (elpee, 1980)
- Gaanderens Mannenkoor II (compact cassette)
- Gaanderens Mannenkoor (cd, 2004)
- Gaanderens Mannenkoor DVD 2014